# Kofi Karikari
Kofi Karikari (* ca. 1837; † 1884) war von 1867 bis 1874 Asantehene (Herrscher) des Königreichs Aschanti, das vom Beginn des 18. bis Mitte des 19. Jahrhunderts erst das zentrale, später das gesamte Gebiet des heutigen Ghanas beherrschte. Die Regierungszeit Kofi Karikaris war geprägt von kriegerischen Auseinandersetzungen mit Briten und Fanti um die Oberhoheit über die Küstenstadt Elmina und den ungehinderten Zugang zu diesem Handelszentrum. Kofi Karikari erlitt eine entscheidende Niederlage gegen die Briten und hinterließ bei seiner Absetzung ein desolates und deutlich verkleinertes Reich.

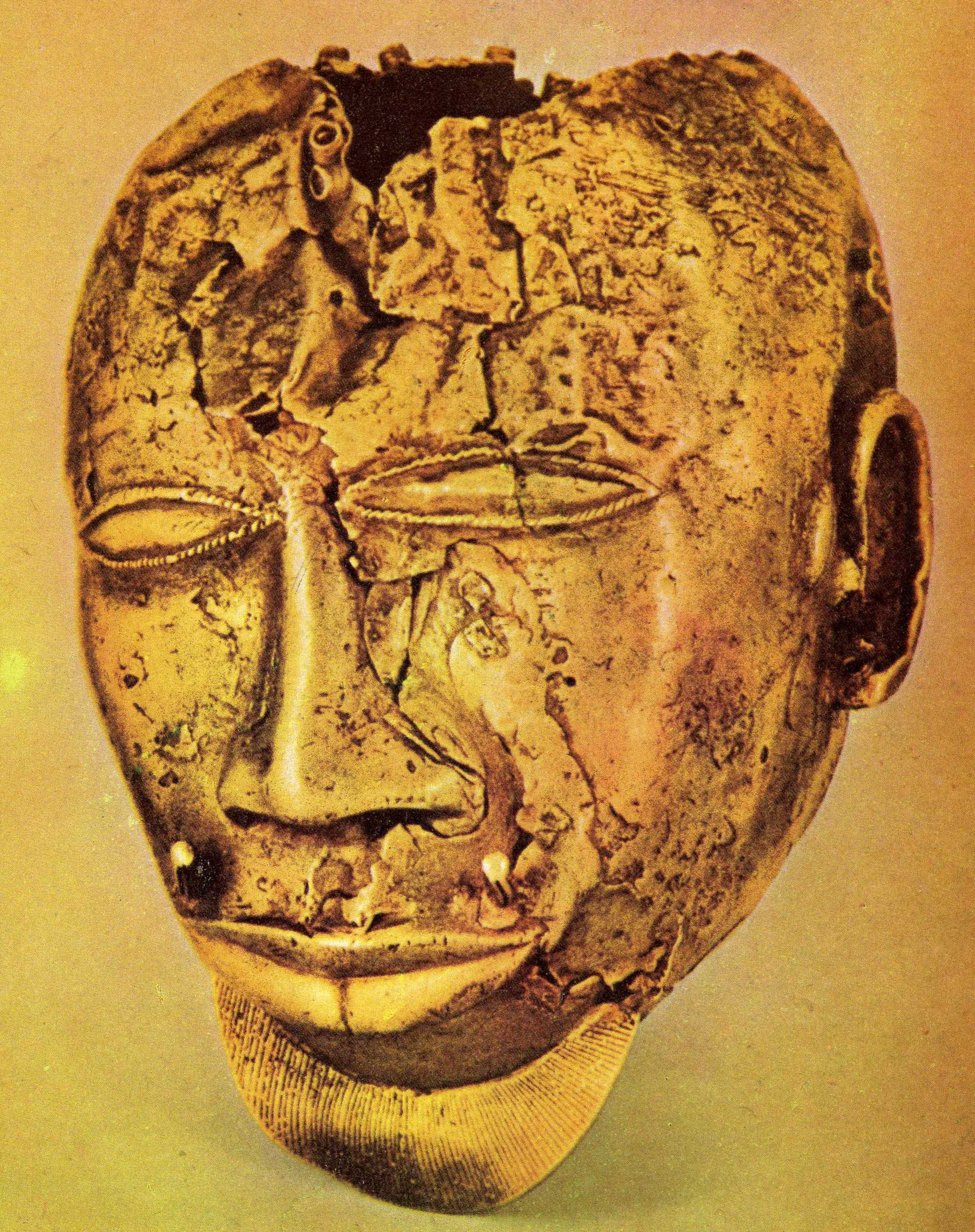
Goldmaske aus der Schatzkammer Kofi Karikaris

## Die Niederlage gegen die Briten
Als die Niederländer ihre Besitzung Elmina 1870 an die Briten übergaben, schickte Karikari 1873 eine Invasionsarmee an die Küste Richtung Elmina. Eine Epidemie schwächte die Aschantiarmee und zwang sie zum Rückzug. Daraufhin verfolgten britische Streitkräfte unter Sir Garnet Wolseley sie bis in die Hauptstadt Kumasi und brannten sie nieder.
Die Briten zwangen 1874 dem Asantehene den Vertrag von Fomena auf, in dem die Aschanti die Unabhängigkeit ihrer ehemaligen Vasallenstaaten im heutigen Südghana akzeptieren und ihre Ansprüche auf Elmina aufgeben mussten. Außerdem mussten sie die Illegalität von Sklaverei und Sklavenhandel akzeptieren und so auf eine ihrer ehemals wichtigsten Einnahmequellen endgültig verzichten. Auch von den Aschanti beherrschte Staaten des Nordens schüttelten die Herrschaft der Aschanti ab und selbst im Zentrum des Aschantilandes rebellierten die Kernstaaten Dwaben und Adansi.
Im selben Jahr wurde Kofi Karikari mit der Begründung, er habe Gold aus den Gräbern verstorbener Könige gestohlen, als Asantehene abgesetzt.